# DJ Shocca
DJ Shocca, pseudonimo di Matteo Bernacchi (Treviso, 28 marzo 1979), è un disc jockey e beatmaker italiano, membro del collettivo Unlimited Struggle.
Annoverato tra i veterani della scena hip hop italiana, le sue produzioni sono caratterizzate da sonorità di ispirazione old school, con scratch e linee potenti di basso.

## Biografia
DJ Shocca debuttò nel mondo della musica nel 1994, quando fondò il gruppo Centro13 insieme ai rapper Mistaman, Ciacca e Frank Siciliano, con i quali realizzò l'anno seguente il demo Questi sono i fatti. Nel 1997 ha pubblicato l'album ABC, realizzato insieme a Uno, mentre l'anno successivo è stata la volta di Acciaio, unico album in studio dei Centro13 prima dello scioglimento avvenuto nello stesso anno. Nonostante tale avvenimento, nel 2000 DJ Shocca collaborò con Frank Siciliano all'EP Monkey Island, mentre l'anno seguente collaborò con Mistaman all'album in studio Colpi in aria.
Nel 2004 uscì il suo primo album in studio 60 Hz, distribuito dalla Vibrarecords e contenente collaborazioni con Esa, Rivalcapone, Mistaman, Stokka & MadBuddy, DJ Double S, Club Dogo, Nesli, Bassi Maestro, Tormento, Primo dei Cor Veleno, Frank Siciliano e ATPC. Sempre nel 2004 collaborò con Bassi Maestro in Busdeez Presenta: The Remedy Tape – Volume Uno e nella raccolta Magiko Hip Hop.
Nel 2005 ha collaborato con gli OneMic e i Club Dogo nei loro rispettivi album Sotto la cintura e Penna capitale. Nel maggio 2007 collabora con Frank Siciliano alla creazione del collettivo Unlimited Struggle, con il quale ha prodotto Struggle Music, album a cui hanno preso parte artisti hip hop come Mistaman, Stokka & MadBuddy, Bassi Maestro, Club Dogo, Ghemon, Tony Fine, Amir e Jack the Smoker. Successivamente collabora nell'album Stereotypez degli Special Teamz, un gruppo rap americano, nel brano Classical.
Nel 2008 ha prodotto il brano Messaggi, inserito nel primo album da solista di Ensi Vendetta, e all'album Anni senza fine di Mistaman. Nel corso dello stesso anno, DJ Shocca ha fondato insieme a Mr. Phil, DJ Double S e Bassi Maestro il collettivo di DJ Once Were Warriorz.
Durante il 2009 ha fatto uscire Tonz of Gunz (The Boot Camp Click Remixes), producendo brani negli album di Kiave, Jack the Smoker e Cali. Tra 2010 e il 2012 ha collaborato con il rapper Amir e nelle pubblicazioni di Bassi Maestro e Mistaman, rispettivamente all'EP Musica che non si tocca e all'album La scatola nera.
Nel 2014 ha prodotto l'album Struggle Radio con Stokka & MadBuddy per l'Unlimited Struggle e collabora nell'album M-Theory di Mistaman. Nel 2015 ha prodotto alcuni brani all'interno dell'album L.U.N.A.  di Frank Siciliano.
Il 27 giugno 2025 ha pubblicato il suo settimo album 60 Hz II, che all'interno presenta collaborazioni con artisti del panorama rap italiano.

## Discografia

### Album in studio
- 1997 – ABC (con Uno)
- 2001 – Colpi in aria (con Mistaman)
- 2004 – 60 Hz
- 2007 – Struggle Music (con Frank Siciliano)
- 2012 – La scatola nera (con Mistaman)
- 2023 – Sacrosanto
- 2025 – 60 Hz II

### EP
- 2000 – Monkey Island (con Frank Siciliano)
- 2010 – Musica che non si tocca (con Bassi Maestro)
- 2014 – Struggle Radio (con Stokka & MadBuddy)
- 2022 – 4 mani (con Inoki)

### Mixtape
- 2010 – Unlimited Business Mixtape (con Bassi Maestro)

### Con i Centro13
- 1999 – Acciaio

### Altre produzioni
- 2001 – Bassi Maestro - Rapper italiano
- 2002 – Cricca Dei Balordi - Musi
- 2003 – Bassi Maestro - Classe '73
- 2004 – ATPC - Idem
- 2004 – Bassi Maestro - Esuberanza
- 2004 – Bat - Riprendiamoci tutto
- 2005 – Ago - L'urlo
- 2005 – Club Dogo - Penna capitale
- 2005 – OneMic - Sotto la cintura
- 2005 – ATPC - Re-Idem
- 2006 – Amir - Uomo di prestigio
- 2006 – Fuoco Negli Occhi - Graffi sul vetro
- 2007 – Amir - Vita di prestigio
- 2007 – Special Teamz - Stereotypez
- 2007 – Boys - 1985
- 2008 – Ensi - Vendetta
- 2008 – Mistaman - Anni senza fine
- 2008 – Micromala - Colpo grosso
- 2009 – Ago - Made in Italy
- 2009 – Cali - L'odio del mondo rese l'uomo schiavo dell'amore
- 2009 – Gente De Borgata - Terra terra
- 2009 – Fadamat - Street Album Vol.2
- 2009 – Jack the Smoker - V.Ita
- 2009 – Kiave - Il tempo necessario
- 2009 – LaMiss - Il profumo della pioggia
- 2009 – Matteo Pelli - 900 metri EP
- 2010 – Amir - Pronto al peggio
- 2011 – Helloex - Fare o non fare
- 2011 – Gué Pequeno - Il ragazzo d'oro
- 2012 – Gio Green - Verde
- 2012 – Reka The Saint - Sun Rayz
- 2013 – Hermano Loco - Mamma rivolta
- 2013 – Nex Cassel - Come Dio comanda
- 2014 – Mistaman - M-Theory
- 2015 – Frank Siciliano - L.U.N.A.
- 2016 – Il Turco - Rap'autore
- 2021 – Inoki - Veterano
- 2021 – Emis Killa - Morto di fame (feat. Lazza)
- 2021 – Emis Killa - Jam Session (feat. Gemitaiz)
- 2021 – Gué Pequeno - La G la U la E pt. 2
- 2022 – Jake La Furia - Caramelle da uno sconosciuto
- 2023 – Gemitaiz - Hip Hop Snippet